# Кременный
Кременный — поселок в муниципальном образовании город Ефремов Тульской области.

## География
Находится в юго-восточной части Тульской области на расстоянии приблизительно 17 км на север по прямой от города Ефремов, административного центра округа, у железнодорожной остановочного пункта Непрядва (здесь же расположен и поселок Непрядва).

## История
Поселок отмечен уже только на карте 1988 года.

## Население
Постоянное население составляло 44 человека (русские 100 %) в 2002 году, 62 в 2010.